# Карпов, Яков Васильевич
Яков Васильевич Карпов (15 октября 1903 года, д. Славновка, Саратовская губерния, Российская империя — умер не ранее 1953 года, СССР) — советский военачальник, полковник (1943).

## Биография
Родился 15 октября 1903 года в деревне Славновка, ныне на территории Ахтубинского муниципального образования Калининского района Саратовской области Российской Федерации. Русский.
Окончил три класса гимназии. В Гражданскую войну  Карпов проживал в хозяйстве отца в деревне Славновка. С сентября 1919 года по январь 1920 года состоял рядовым бойцом в продотряде под командованием Опрышкина, проводившем продразверстку в Аткарском уезде. По завершении работы отряд был распущен, а  Карпов вернулся на родину. В июле 1924 года переехал в Тифлис и устроился чернорабочим на керосинопровод Баку — Батум.

### Военная служба

#### Межвоенные годы
1 октября 1924 года поступил курсантом в Тифлисскую пехотную школу, по окончании которой в 1927 году был назначен в 84-й горнострелковый полк 28-й стрелковой Краснознаменной дивизии им. С. Орджоникидзе СКВО в город Владикавказ и проходил в нем службу командиром стрелкового взвода, взвода полковой школы, командиром и политруком роты, принимал  участие в ликвидации контрреволюционных банд в Чечне, Кабардино-Балкарии, Ингушии. С мая 1932 года переведен в штаб дивизии начальником 4-го отделения. 
С апреля 1933 года по ноябрь 1936 года учился в Военной академии РККА им. М. В. Фрунзе, затем был назначен пом. начальника 1-й части штаба 32-й механизированной бригады ЗабВО. С января 1938 года был преподавателем, а с мая 1939 года — старшим преподавателем тактики Пензенского артиллерийско-танкового училища, переформированного позже в артиллерийское. В ноябре 1939 года зачислен в распоряжение 5-го управления РККА и назначен военным атташе при Полномочном представительстве СССР в Афганистане, там же являлся и  резидентом военной разведки.

#### Великая Отечественная война
В начале  войны Карпов продолжал находиться в Афганистане до ноября 1941 года, затем состоял в распоряжении Разведывательного управления и ГУК НКО. В марте 1942 года направлен на Западный фронт в 49-ю армию начальником 1-го (оперативного) отделения штаба 194-й стрелковой дивизии, находившейся в обороне на реке Угра в районе Юхнова. В июле он назначен начальником штаба 290-й стрелковой дивизии 10-й армии, а через месяц переведен на ту же должность в 326-ю стрелковую дивизию. В середине августа дивизия вошла в состав 16-й армии и действовала в районе Сухиничи, форсировала реки Жиздра и освободила ряд населенных пунктов. В середине октября была переброшена в 20-ю армию и вела оборонительные бои на ржевско-вяземском рубеже. В начале 1943 года дивизия находилась в резерве Западного фронта, затем в середине февраля вела упорные бои восточнее Людиново. В июне 1943 года она вошла в состав 50-й армии Западного фронта и участвовала в Курской битве. 
20 июля 1943 года полковник  Карпов был допущен к командованию 326-й стрелковой дивизией, а  31 августа 1943 года отстранен от командования и в начале сентября назначен начальником штаба 220-й стрелковой дивизии. Ее части в составе 31-й и 68-й армий принимали участие в Смоленской, Ельнинско-Дорогобужской и Смоленско-Рославльской наступательных операциях. В середине октября она вела бои в направлении Киреево, затем в конце месяца была выведена на пополнение. 
28 апреля 1944 года полковник  Карпов назначен начальником штаба 36-го стрелкового корпуса. Корпус успешно действовал в Белорусской, затем в Восточно-Прусской наступательных операциях. За успешный прорыв обороны противника на реке Неман ему было присвоено почетное наименование «Неманский» и он был награжден орденом Красного Знамени. В апреле 1945 года корпус находился в резерве Ставки ВГК, затем вместе с 31-й армией был передислоцирован на 1-й Украинский фронт и участвовал в Пражской наступательной операции.

#### Послевоенное время
После войны с октября 1945 года полковник  Карпов исполнял должность начальника штаба 48-го стрелкового корпуса в составе ПрикВО, с 11 мая 1946 года временно командовал этим корпусом. После его расформирования в конце июля он назначен начальником штаба 23-й механизированной Харьковской ордена Ленина Краснознаменной орденов Суворова и Богдана Хмельницкого дивизии ПрикВО. В марте 1947 года был переведен в ОдВО начальником штаба 59-й гвардейской стрелковой Краматорской Краснознаменной орденов Суворова и Богдана Хмельницкого дивизии. С ноября 1947 года по февраль 1948 года  находился на лечении в одесском госпитале. После излечения направлен старшим преподавателем тактики Одесских объединенных КУОС, а с февраля 1952 года исполнял должность руководителя тактики этих курсов. 8 января 1953 года гвардии полковник Карпов уволен в запас.

## Награды
- орден Ленина (15.11.1950)[4]
- два ордена Красного Знамени (03.11.1944[4][5], 08.11.1944[6])
- орден Кутузова II степени (03.07.1944)[7]
- орден Отечественной войны I степени (19.09.1945)[8]
- орден Отечественной войны II степени (11.05.1943)[9]

медали в том числе:
- - «За оборону Москвы» (1944)
  - «За победу над Германией в Великой Отечественной войне 1941—1945 гг.» (1945)
  - «За взятие Кёнигсберга» (1945)